# Баргфелд-Штеген
Баргфелд-Штеген (њем. Bargfeld-Stegen) општина је у њемачкој савезној држави Шлезвиг-Холштајн. Једно је од 55 општинских средишта округа Штормарн. Према процјени из 2010. у општини је живјело 2.892 становника. Посједује регионалну шифру (AGS) 1062005.

## Географски и демографски подаци
Баргфелд-Штеген се налази у савезној држави Шлезвиг-Холштајн у округу Штормарн. Општина се налази на надморској висини од 30 метара. Површина општине износи 17,8 km². У самом мјесту је, према процјени из 2010. године, живјело 2.892 становника. Просјечна густина становништва износи 162 становника/km².